# La Colline du dragon
Pour plus de détails, voir Fiche technique et Distribution.
La Colline du dragon (La Colina del dragón) est un long métrage d'animation espagnol réalisé par Ángel Izquierdo et sorti en 2002.

## Synopsis
L'histoire se passe dans un monde merveilleux où vivent les dragons et qui est protégé par quatre portes : le feu, l'eau, la terre et l'air. Kevin, un jeune garçon, se lance dans une aventure à haut risque : aider Ethelbert, le grand-père de son ami Elfy le dragon, à empêcher le maléfique magicien Septimus d'ouvrir les portes de la Colline du dragon.

## Fiche technique
- Titre français : La Colline du dragon
- Titre original : La Colina del dragón
- Titre international anglais : Dragon Hill
- Scénario : Antonio Zurera
- Musique originale : Emilio Alquézar
- Montage : Ángel Izquierdo
- Direction artistique : Ángel Izquierdo
- Directeur de production : Lucía Gómez
- Assistant réalisateur : Elisa Núñez
- Producteurs : Ángel Izquierdo, Antonio Zurera
- Société de production : Milimetros Feature Animation
- Animation additionnelle : 12 Pingüinos Dibujos Animados S.L., Accio, Dibulitoon Studio
- Durée : 80 minutes
- Pays :  Espagne
- Langue : anglais, espagnol
- Format : couleur
- Dates de sortie :
  -  Espagne : 20 décembre 2002
  -  Grèce : 14 janvier 2003
  -  Pays-Bas : 9 octobre 2003
  -  Russie : 25 décembre 2003
  -  Ukraine : 4 janvier 2004
  -  Mexique : 10 avril 2004
  -  Islande : 30 décembre 2004
  -  Allemagne : 4 avril 2005
  -  Croatie : 20 décembre 2005
  -  Brésil : 10 avril 2006
  -  Roumanie : 21 décembre 2006
  -  Pologne : 26 janvier 2007
  -  Finlande : 12 décembre 2007
  -  Italie : 10 avril 2008
  -  Slovaquie : 23 décembre 2008
  -  Norvège : 12 avril 2009
  -  Portugal: 20 octobre 2009
  -  Suède : 10 décembre 2009
  -  Danemark : 20 janvier 2010
  -  France : 22 décembre 2010
  -  République tchèque : 12 avril 2011
  -  Turquie : 24 décembre 2011

## Récompenses
Le film remporte le prix Goya du Meilleur film d'animation en 2003. Par ailleurs, la chanson Un lugar más allá avait fait partie des chansons nommées pour le prix Goya de la Meilleure chanson originale.

## Disponibilité en vidéo
En 2006, le film est édité en DVD zone 2 en France par TF1 Vidéo.

## Suite
Le film connaît une suite, El cubo mágico (Le Cube magique), en 2006.